# Eusèbe Girault de Saint-Fargeau
Eusèbe Girault de Saint-Fargeau, né le 11 avril 1791 à Saint-Fargeau et mort le 16 mars 1859 à Paris, est un homme de lettres français.

## Biographie
Pierre Augustin Eusèbe Girault naît à Saint-Fargeau en 1791. Devenu fabricant de bas, il épouse en 1816 à Troyes Marguerite Emélie (dite Mélanie) Blanchet.
Girault se fait connaître en 1826 par la publication d’un Dictionnaire de la géographie physique et politique de la France, qui sert de base au Dictionnaire de toutes les communes deux ans plus tard. Il publie deux autres ouvrages en ce genre : le Guide pittoresque du voyageur en France et le Dictionnaire géographique, historique, administratif et industriel de toutes les communes de France, avec plans, gravures et armes des villes. Il prend le nom de plume Girault de Saint-Fargeau.
À partir de 1848, Girault dirige l’Annuaire du commerce des frères Didot. On lui doit par ailleurs : la Revue des romans, une analyse de onze cents productions remarquables des plus célèbres écrivains français et étrangers ; la Bibliographie de la France, catalogue de tous les ouvrages imprimés en français depuis le XVe siècle ; le Dictionnaire des artistes, guide explicatif des figures, symboles, etc. ; Les Quarante-Huit Quartiers de Paris ; les Beautés de la France, dont il a écrit le texte ; et Histoire littéraire.
Girault meurt en 1859 au 8, rue Fontaine à Paris, à l'âge de 67 ans. Il est inhumé deux jours plus tard au cimetière de Montmartre.

## Publications
- Dictionnaire de la géographie physique et politique de la France et de ses colonies, Paris, chez Renard, 1826, in-8°
- Dictionnaire de toutes les communes, 1828 , in-8°
- Encyclopédie des jeunes étudiants, 1833-1834, 2 vol. in-8°, connaissances humaines, mœurs et passions
- Guide pittoresque du voyageur en France, 1834 à 1838, 6 vol. in-8° et atlas
- Aperçu statistique de la France , Paris : chez Firmin Didot, 1836 (2e édition)
- Revue des romans, 1839, 2 vol. in-8° : analyse de onze cents productions remarquables des plus célèbres écrivains français et étrangers
- Bibliographie de la France (1845, gr. in-8°), catalogue de tous les ouvrages imprimés en français depuis le XVe siècle ;
- Dictionnaire géographique, historique industriel et commercial de toutes les communes de la France, Paris : chez Firmin Didot, 1846-1847, 3 vol. in-4° (tome 1 & tome 2)
- Dictionnaire des artistes, 1846, in-18, guide explicatif des figures, symboles, etc.
- Les Quarante-Huit Quartiers de Paris : biographie historique, archéologique et anecdotique des rues, des palais, des monuments, des jardins, des musées, des bibliothèques, des théâtres, des hôtels, lieux et maisons célèbres de Paris, Paris, E. Blanchard et Cie, 1850, 3e éd. (1re éd. 1846), 612 p., 1 vol. ; in-12 (lire en ligne)
- Annuaire du commerce des frères Didot, à partir de 1848
- Les Beautés de la France, 1850, in-8°
- Histoire littéraire, 1852, in-18

## Source
- Gustave Vapereau, Dictionnaire universel des contemporains, Paris, Hachette, 1858, p. 758 .